# チェイス・フィールド

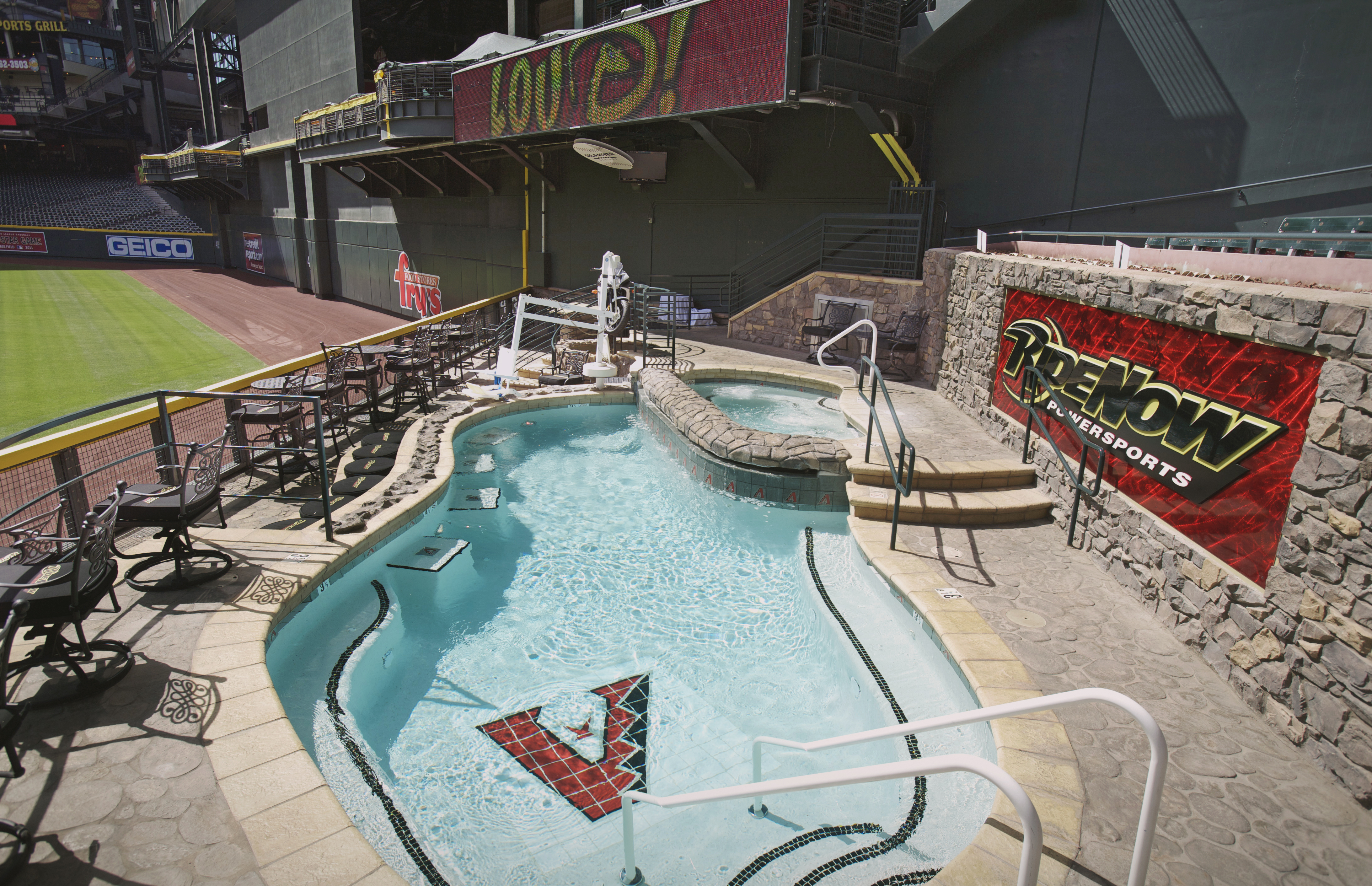
外野席のプール

チェイス・フィールド（Chase Field）は、アメリカ合衆国アリゾナ州フェニックスにある野球場。メジャーリーグベースボール（MLB）のナショナルリーグ西地区に所属するアリゾナ・ダイヤモンドバックスの本拠地球場。
1998年の開場時は、命名権を獲得したアメリカ国内の中堅銀行のバンクワンに因みバンクワン・ボールパーク（Bank One Ballpark）と名付けられ、地元ファンからはBOB（ボブ＝頭文字をとった略称）などと呼ばれ親しまれた。2005年、バンクワンが世界的に名を馳せる大手のJPモルガン・チェイス銀行と合併されると、球場の命名権も同銀行が継承、2005年シーズン途中でチェイス・フィールドに改称された。
なお、建設資金の内、フェニックス市支出分については、フェニックス市が消費税を2パーセント上げることで捻出した。
チームは早くも新球場建設を求めていて、球場の所有者であるマリコパ郡が施設のメンテナンスを怠ったとして訴訟を起こしている。

## フィールドの特徴
世界2番目かつアメリカ合衆国初となる開閉式屋根付き野球場。
屋根付き球場ながら、当初は天然芝を採用した。試合中は原則として屋根を閉じた状態にし、試合の開始前・終了後は芝生の育成のために屋根を開放していたが、平均気温が高く乾燥した気候が天然芝に悪影響を与えていたことを理由に、2019年シーズンよりフィールドを天然芝から人工芝に変更した。
クアーズ・フィールドに次いで高所（海抜332m）にあり、気温の高さも相まって打球がよく伸びると言われており、ライト方向に風が吹く傾向にある（夏場は屋根が閉められ、湿度調整も行われるため傾向は薄れる）。
パークファクターは平均的な数値であるが、中堅が深くフェンスが高いためにホームランが出にくい一方で、外野フェンスが複雑な形状でツーベース、スリーベースが出やすい傾向にある。

## 設備、アトラクション、演出

### プール
この球場だけの特徴として、右中間の外野席にプールがあることが有名で、試合がある日はグループ単位の貸切で運営されている（2011年現在3,500ドル）。高い料金にもかかわらず、予約が後を絶たない。シーズンが始まる前からすべての枠が満たされ、翌シーズン目当ての先約金を受けるほど。本塁からおよそ415フィート（約126.5メートル）離れている。1998年5月12日、カブスのマーク・グレースが「プール・ショット」第1号を放った。

### 屋根の開閉
屋根の移動にかかる時間は4分程度で、それにかかる電気代は2ドルである。

## 主要な出来事
- 1998年3月31日、コロラド・ロッキーズ戦で開場（ロッキーズ 9 - 2 ダイヤモンドバックス）。
- 2001年10月27日 - ニューヨーク・ヤンキースとの2001年のワールドシリーズが開幕、11月4日にダイヤモンドバックスの優勝が決定。
- 2004年6月29日、ランディ・ジョンソンが通算4000奪三振を達成[7]。
- 2008年9月1日 - スティーブン・ドリューがサイクル安打を達成[8]
- 2010年5月8日 - ミルウォーキー・ブルワーズのジョディ・ゲルート（英語版）がサイクル安打を達成[9]
- 2010年7月23日 - ケリー・ジョンソンがサイクル安打を達成[10]
- 2011年7月12日、2011年のMLBオールスターゲームが行われた。
- 2012年6月18日 - アーロン・ヒルがサイクル安打を達成[11]
- 2021年8月14日 - タイラー・ギルバートがノーヒットノーランを達成[12]
- 2023年10月30日 - テキサス・レンジャーズとの2023年のワールドシリーズが開幕、11月1日に2001年とは対照的にレンジャーズに優勝を決められた。

### MLBポストシーズン
この球場では、2023年までにポストシーズンが計28試合開催されている。2001年にはダイヤモンドバックスがワールドシリーズに進出し、当球場での最終第7戦に逆転サヨナラ勝利して初の優勝を果たした。また、2023年は2001年とは逆にビジターチームであるレンジャーズが球団創設以来初の優勝を果たした。
| シーズン | シリーズ                          | シリーズ             | 日付           | ビジターチーム（先攻）       | スコア | ホームチーム（後攻）           | 観客動員 |
| -------- | --------------------------------- | -------------------- | -------------- | ---------------------------- | ------ | ------------------------------ | -------- |
| 1999年   | ディビジョンシリーズ              | 第1戦                | 10月05日（火） | ニューヨーク・メッツ         | 8－4   | アリゾナ・ダイヤモンドバックス | 49,584人 |
| 1999年   | ディビジョンシリーズ              | 第2戦                | 10月06日（水） | ニューヨーク・メッツ         | 1－7   | アリゾナ・ダイヤモンドバックス | 49,328人 |
| 2001年   | ディビジョンシリーズ              | 第1戦                | 10月09日（火） | セントルイス・カージナルス   | 0－1   | アリゾナ・ダイヤモンドバックス | 42,251人 |
| 2001年   | ディビジョンシリーズ              | 第2戦                | 10月10日（水） | セントルイス・カージナルス   | 4－1   | アリゾナ・ダイヤモンドバックス | 41,793人 |
| 2001年   | ディビジョンシリーズ              | 第5戦                | 10月14日（日） | セントルイス・カージナルス   | 1－2x  | アリゾナ・ダイヤモンドバックス | 42,810人 |
| 2001年   | リーグチャンピオン シップシリーズ | 第1戦                | 10月16日（火） | アトランタ・ブレーブス       | 0－2   | アリゾナ・ダイヤモンドバックス | 37,729人 |
| 2001年   | リーグチャンピオン シップシリーズ | 第2戦                | 10月17日（水） | アトランタ・ブレーブス       | 8－1   | アリゾナ・ダイヤモンドバックス | 49,334人 |
| 2001年   | ワールドシリーズ                  | 第1戦                | 10月27日（土） | ニューヨーク・ヤンキース     | 1－9   | アリゾナ・ダイヤモンドバックス | 49,646人 |
| 2001年   | ワールドシリーズ                  | 第2戦                | 10月28日（日） | ニューヨーク・ヤンキース     | 0－4   | アリゾナ・ダイヤモンドバックス | 49,646人 |
| 2001年   | ワールドシリーズ                  | 第6戦                | 11月03日（土） | ニューヨーク・ヤンキース     | 2－15  | アリゾナ・ダイヤモンドバックス | 49,707人 |
| 2001年   | ワールドシリーズ                  | 第7戦                | 11月04日（日） | ニューヨーク・ヤンキース     | 2－3x  | アリゾナ・ダイヤモンドバックス | 49,589人 |
| 2002年   | ディビジョンシリーズ              | 第1戦                | 10月01日（火） | セントルイス・カージナルス   | 12－2  | アリゾナ・ダイヤモンドバックス | 49,154人 |
| 2002年   | ディビジョンシリーズ              | 第2戦                | 10月02日（水） | セントルイス・カージナルス   | 2－1   | アリゾナ・ダイヤモンドバックス | 48,856人 |
| 2007年   | ディビジョンシリーズ              | 第1戦                | 10月03日（水） | シカゴ・カブス               | 1－3   | アリゾナ・ダイヤモンドバックス | 48,864人 |
| 2007年   | ディビジョンシリーズ              | 第2戦                | 10月04日（木） | シカゴ・カブス               | 4－8   | アリゾナ・ダイヤモンドバックス | 48,575人 |
| 2007年   | リーグチャンピオン シップシリーズ | 第1戦                | 10月11日（火） | コロラド・ロッキーズ         | 5－1   | アリゾナ・ダイヤモンドバックス | 48,142人 |
| 2007年   | リーグチャンピオン シップシリーズ | 第2戦                | 10月12日（金） | コロラド・ロッキーズ         | 3－2   | アリゾナ・ダイヤモンドバックス | 48,219人 |
| 2011年   | ディビジョンシリーズ              | 第3戦                | 10月04日（火） | ミルウォーキー・ブルワーズ   | 1－8   | アリゾナ・ダイヤモンドバックス | 48,312人 |
| 2011年   | ディビジョンシリーズ              | 第4戦                | 10月05日（水） | ミルウォーキー・ブルワーズ   | 6－10  | アリゾナ・ダイヤモンドバックス | 38,830人 |
| 2017年   | ワイルドカードゲーム              | ワイルドカードゲーム | 10月04日（水） | コロラド・ロッキーズ         | 8－11  | アリゾナ・ダイヤモンドバックス | 48,803人 |
| 2017年   | ディビジョンシリーズ              | 第3戦                | 10月09日（月） | ロサンゼルス・ドジャース     | 3－1   | アリゾナ・ダイヤモンドバックス | 48,641人 |
| 2023年   | ディビジョンシリーズ              | 第3戦                | 10月11日（水） | ロサンゼルス・ドジャース     | 2－4   | アリゾナ・ダイヤモンドバックス | 48,175人 |
| 2023年   | リーグチャンピオン シップシリーズ | 第3戦                | 10月19日（木） | フィラデルフィア・フィリーズ | 1－2×  | アリゾナ・ダイヤモンドバックス | 47,075人 |
| 2023年   | リーグチャンピオン シップシリーズ | 第4戦                | 10月20日（金） | フィラデルフィア・フィリーズ | 5－6   | アリゾナ・ダイヤモンドバックス | 47,806人 |
| 2023年   | リーグチャンピオン シップシリーズ | 第5戦                | 10月21日（土） | フィラデルフィア・フィリーズ | 6－1   | アリゾナ・ダイヤモンドバックス | 47,897人 |
| 2023年   | ワールドシリーズ                  | 第3戦                | 10月30日（月） | テキサス・レンジャーズ       | 3－1   | アリゾナ・ダイヤモンドバックス | 48,517人 |
| 2023年   | ワールドシリーズ                  | 第4戦                | 10月31日（火） | テキサス・レンジャーズ       | 11－7  | アリゾナ・ダイヤモンドバックス | 48,388人 |
| 2023年   | ワールドシリーズ                  | 第5戦                | 11月1日（水）  | テキサス・レンジャーズ       | 5－0   | アリゾナ・ダイヤモンドバックス | 48,511人 |

### ワールド・ベースボール・クラシック
国際大会のワールド・ベースボール・クラシックでは、2006年の第1回大会と2013年の第3回大会、2023年の第5回大会において、当球場で1次ラウンドの一部の試合が開催された。
| 大会             | ラウンド            | 日付           | 先攻           | スコア | 後攻           | 観客動員 |
| ---------------- | ------------------- | -------------- | -------------- | ------ | -------------- | -------- |
| 2006年 （第1回） | 1次ラウンド プールB | 03月07日（火） | メキシコ       | 0－2   | アメリカ合衆国 | 32,727人 |
| 2006年 （第1回） | 1次ラウンド プールB | 03月08日（水） | カナダ         | 8－6   | アメリカ合衆国 | 16,993人 |
| 2006年 （第1回） | 1次ラウンド プールB | 03月09日（木） | メキシコ       | 9－1   | カナダ         | 15,744人 |
| 2013年 （第3回） | 1次ラウンド プールD | 03月08日（金） | カナダ         | 4－14  | イタリア       | 05,140人 |
| 2013年 （第3回） | 1次ラウンド プールD | 03月08日（金） | メキシコ       | 5－2   | アメリカ合衆国 | 44,256人 |
| 2013年 （第3回） | 1次ラウンド プールD | 03月09日（土） | カナダ         | 10－3  | メキシコ       | 19,581人 |
| 2013年 （第3回） | 1次ラウンド プールD | 03月09日（土） | アメリカ合衆国 | 6－2   | イタリア       | 19,303人 |
| 2013年 （第3回） | 1次ラウンド プールD | 03月10日（日） | アメリカ合衆国 | 9－4   | カナダ         | 22,425人 |
| 2023年 （第5回） | 1次ラウンド プールC | 03月11日（土） | コロンビア     | 5－4   | メキシコ       | 28,497人 |
| 2023年 （第5回） | 1次ラウンド プールC | 03月11日（土） | イギリス       | 2－6   | アメリカ合衆国 | 39,650人 |
| 2023年 （第5回） | 1次ラウンド プールC | 03月12日（日） | イギリス       | 8－18  | カナダ         | 11,555人 |
| 2023年 （第5回） | 1次ラウンド プールC | 03月12日（日） | メキシコ       | 11－5  | アメリカ合衆国 | 47,574人 |
| 2023年 （第5回） | 1次ラウンド プールC | 03月13日（月） | コロンビア     | 5－7   | イギリス       | 10,416人 |
| 2023年 （第5回） | 1次ラウンド プールC | 03月13日（月） | カナダ         | 1－12  | アメリカ合衆国 | 29,621人 |
| 2023年 （第5回） | 1次ラウンド プールC | 03月14日（火） | カナダ         | 5－0   | コロンビア     | 10,571人 |
| 2023年 （第5回） | 1次ラウンド プールC | 03月14日（火） | イギリス       | 1－2   | メキシコ       | 17,705人 |
| 2023年 （第5回） | 1次ラウンド プールC | 03月15日（水） | メキシコ       | 10－3  | カナダ         | 17,245人 |
| 2023年 （第5回） | 1次ラウンド プールC | 03月15日（水） | アメリカ合衆国 | 3－2   | コロンビア     | 29,856人 |

## 野球以外での利用
- アメリカンフットボール、サッカーやバスケットボールの試合も行われている。
- 2019年1月27日には、WWEのPPVであるロイヤルランブルが行われることが発表されている[13]。